# Sri Ramanasramam
Sri Ramanasramam – główny aśram hinduistycznego guru Ramana Mahariszi w Tiruvannamalai, u podnóża góry Arunachala w stanie Tamil Nadu w Indiach.

## Założyciel
Bhagawan Śri Ramana Mahariszi był założycielem i najważniejszą postacią aśramu.
Obecnie jego najbliższy uczeń, Śri Ganapati Muni nadal mieszka w aśramie.

## Obiekty kultu
Główne dwa budynki poświęcone pamięci Maharisziego i jego matki, zawierają świątynie z lingamami, miejsce ceremonii ogniowych, pokój w którym guru udzielał darśanów. Na tyłach aśramu usytuowano świątynie grobowe (mahasamadhi) swamich i wybranych zwierząt.

## Obiekty infrastruktury
Najbliżej świątyń są zlokalizowane biura aśramowe i księgarnia. Dalej kuchnia i stołówka, obiekty hodowli zwierząt i miejsca zakwaterowań rezydentów i gości.

## Lokalizacja
Aśram usytuowany jest u południowego podnóża świętej dla hinduizmu góry Arunachala, jednego z najważniejszych centrów śiwaizmu tamilskiego, w dzielnicy Ramana Nagar miasta Tiruvannamalai szczególnie odwiedzanej przez turystów z Zachodu. Aśram leży przy drodze tradycyjnych pielgrzymek polegających na okrążaniu Arunaćali (Arunaćala pradakszina),
po której kursują też autobusy stanowe i autoriksze z centrum miasta.